# 太拔镇
太拔乡，是中华人民共和国福建省龙岩市上杭县下辖的一个乡镇级行政单位。

## 行政区划
太拔乡下辖以下地区：
崇厦村、田增村、罗坑村、太拔村、丘辉村、院田村、大坑村、彩霞村、张芬村、鲜水坑村、双康村、梓东村、大地村、上村、黄家村和寨背山村。

## 中国传统村落
2012年，院田村被评为首批“中国传统村落”。